# Lycaena basinovopuncta
Lycaena basinovopuncta är en fjärilsart som beskrevs av Courvoisier 1912. Lycaena basinovopuncta ingår i släktet Lycaena och familjen juvelvingar. Inga underarter finns listade i Catalogue of Life.